# Hassan Ahmed Hamad
Hassan Ahmed Hamad (né le 15 août 1953) est un athlète égyptien, spécialiste du lancer du disque. 

## Biographie

### Palmarès
| Date | Compétition            | Lieu     | Résultat | Épreuve          | Performance |
| ---- | ---------------------- | -------- | -------- | ---------------- | ----------- |
| 1982 | Championnats d'Afrique | Le Caire | 2e       | Lancer du disque | 53,08 m     |
| 1985 | Championnats d'Afrique | Le Caire | 3e       | Lancer du disque | 55,38 m     |
| 1987 | Jeux africains         | Nairobi  | 3e       | Lancer du disque | 55,84 m     |
| 1988 | Championnats d'Afrique | Annaba   | 2e       | Lancer du disque | 55,94 m     |
| 1989 | Championnats d'Afrique | Lagos    | 1er      | Lancer du disque | 53,44 m     |
| 1990 | Championnats d'Afrique | Le Caire | 1er      | Lancer du disque | 55,80 m     |
| 1991 | Jeux africains         | Le Caire | 3e       | Lancer du disque | 54,90 m     |

### Records
| Épreuve          | Performance | Lieu     | Date         |
| ---------------- | ----------- | -------- | ------------ |
| Lancer du disque | 58,82 m     | Le Caire | 22 mars 1981 |